# Astata
Astata ist eine Gattung der Grabwespen (Spheciformes) aus der Familie Crabronidae. Weltweit sind 76 Arten bekannt, von denen etwa 30 in der Paläarktis auftreten und 17 auch in Europa verbreitet sind. Davon kommen in Mitteleuropa drei Arten vor. Die Gattung ist weltweit mit Ausnahme von Australien verbreitet.

## Merkmale
Die Gattung kann von der ähnlichen Dryudella durch ein merklich strukturiertes Propodeum unterschieden werden. Die Männchen haben zudem eine komplett schwarze Stirn, bei den Weibchen ist das Pygidialfeld mattschwarz und durch gekrümmte, kleine, kräftige Borsten gerandet.

## Lebensweise
Männchen kann man beobachten, wenn sie kleine Steinchen und Ähnliches als Sitzwarte verwenden, vermutlich um nach Weibchen Ausschau zu halten. Die Tiere können äußerst schnell fliegen. Die Weibchen bauen mehrzellige Nester im Erdboden. Die Beute, Wanzen, wird mit der Bauchseite nach unten in der Zelle abgelegt, das Ei wird immer am Prosternum unter der zuerst eingetragenen Wanze abgelegt und reicht dann bis etwa zur Hälfte des Hinterleibs. Wie auch bei den Philanthinae wird die Beute manchmal im Gang des Nestes zwischengelagert und erst bei ausreichender Anzahl werden die Zellen gefertigt und wird die Beute darauf aufgeteilt. Transportiert werden die betäubten Opfer im Flug mit der Bauchseite nach oben, indem sie mit den Mandibeln an den Fühlern gepackt werden. Mit den Beinen wird die Beute zusätzlich gestützt.

## Arten (Europa)
- Astata affinis Vander Linden 1829
- Astata apostata Mercet 1910
- Astata boops (Schrank 1781)
- Astata brevitarsis Pulawski 1958
- Astata cobosi Giner Mari 1946
- Astata costae A. Costa 1867
- Astata gallica Beaumont 1942
- Astata graeca Beaumont 1947
- Astata jucunda Pulawski 1959
- Astata kashmirensis Nurse 1909
- Astata lusitanica Pulawski 1974
- Astata miegii Dufour 1861
- Astata minor Kohl 1885
- Astata pontica Pulawski 1958
- Astata quettae Nurse 1903
- Astata rufipes Mocsary 1867
- Astata sicula Kohl 1884

## Belege